# 華夏 (明朝)

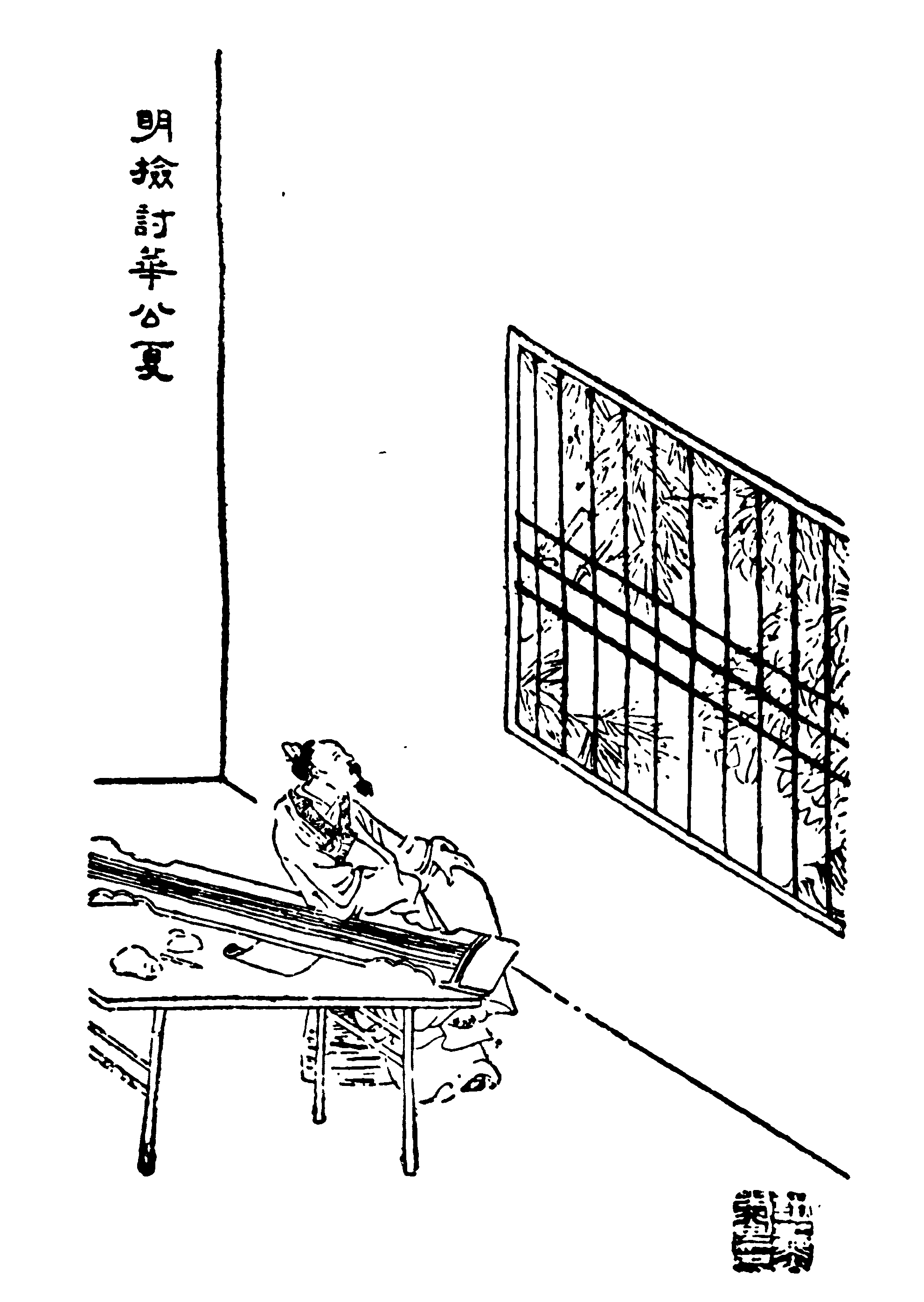
明檢討華公夏（清代畫家虞琴所繪，出自《四明人鑑》）

華夏（？—1647年），字吉甫，一字過宜，號默農，浙江定海人。

## 生平
遷居鄞縣，明末貢生，以恩贡入太学。顺治二年（1645年），清兵南下，與董志宁、王家勤、張夢錫圖謀抗清，时称“六狂生”。南明鲁王监国時任兵部职方司郎中。曾聯絡总兵黄斌卿。顺治四年（1647年）冬，华夏、王家勤、屠献宸、杨文琦等人在宁波發動抗爭，因謝三賓的告密而失敗，五月初二日被殺，死前大呼：“藿食谋之，藿食死之”，史稱五君子翻城之役。著有《过宜言》、《对簿录》。